# Sportåret 1838

## Händelser

### Boxning

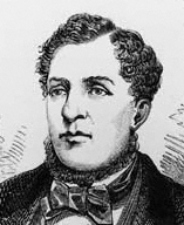
Ben Caunt.

- 3 april – Ben Caunt besegrar William Thompson i Skipworth Common. Matchen varar i en timme och 20 minuter över 75 ronder. Thompson diskas när han faller utan att ha blivit träffad. Caunt gör anspråk på den engelska mästerskapstiteln i tungvikt, men blir inte allmänt accepterad.[1]

- Okänt datum – London Prize Ring Rules ersätter Broughton Rules som regelverk för boxning.[2]

### Cricket
- Okänt datum – Kent CCC vinner County Championship (en inofficiell titel fram till 1890, då de första officiella mästarna koras).

### Rugby
- Okänt datum – James Mackie uppfinner enligt vissa sporten rugby vid Rugby School i Rugby.[3]

## Bildade föreningar och klubbar
- 15 november – Melbourne Cricket Club, australisk cricketklubb[4]

- Okänt datum – Narragansett Boat Club, USA:s första roddklubb[5]